# Johannes Bonemilch

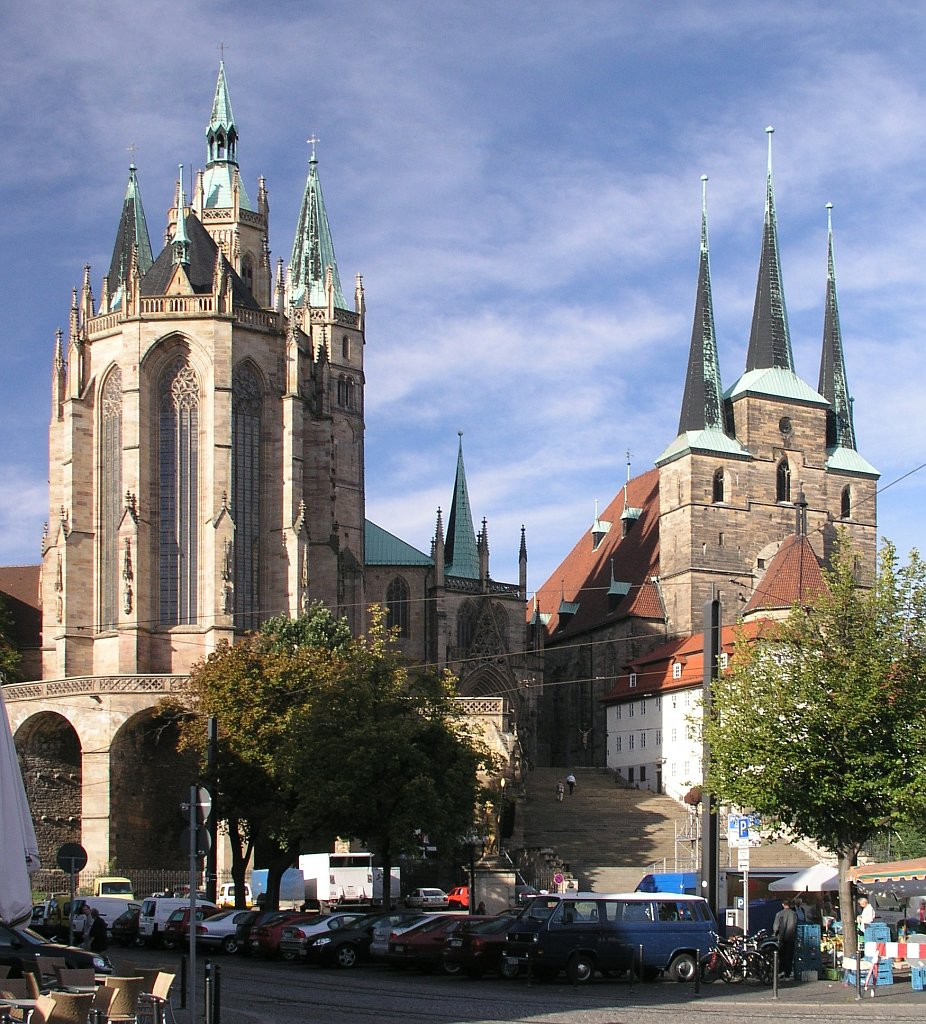
Duomo di Erfurt e Chiesa di San Severo a Erfurt

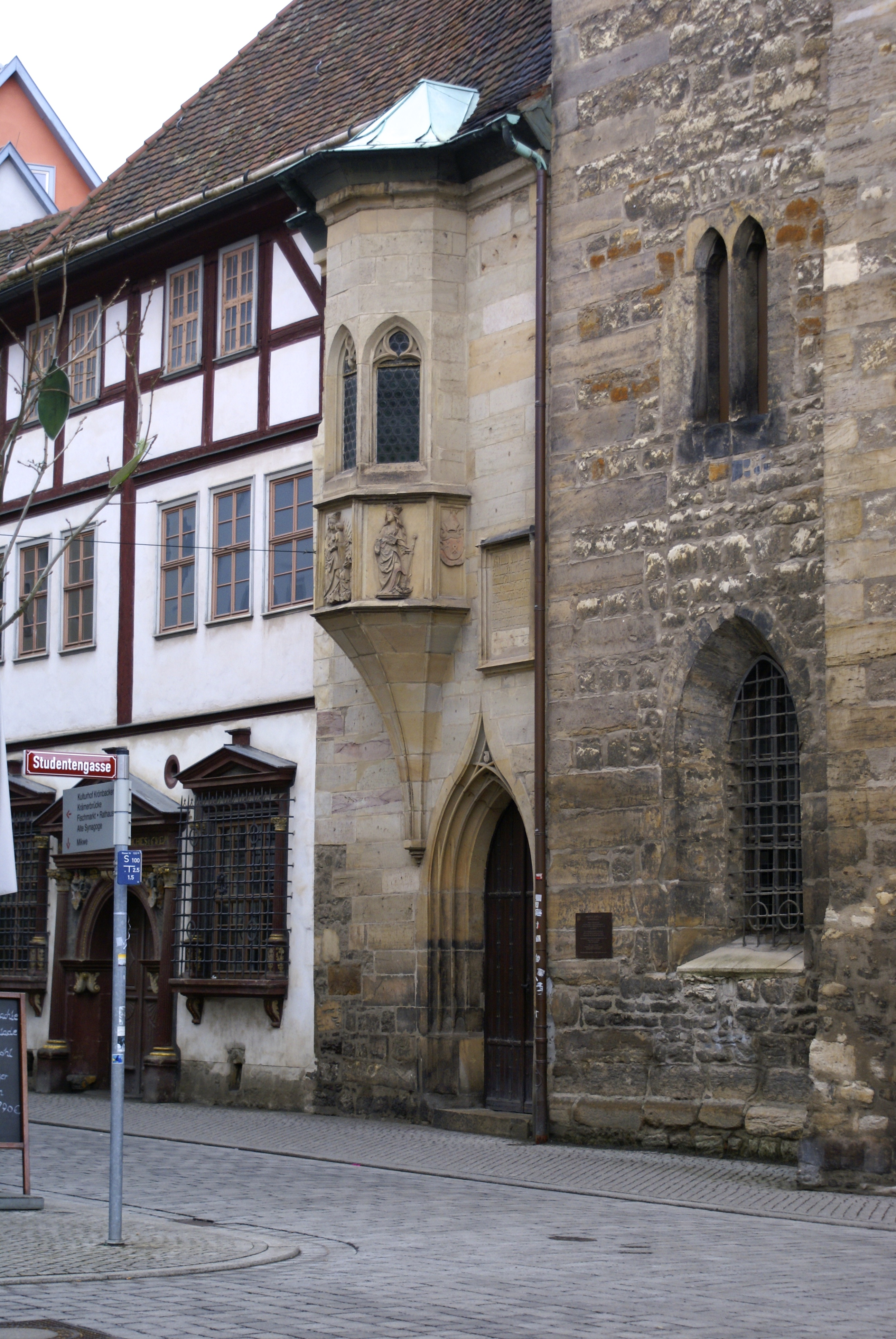
Cappella della Trinità a Erfurt

Johannes Bonemilch (Bad Laasphe, 1434 circa – Erfurt, 17 ottobre 1510) è stato un vescovo cattolico tedesco, ausiliare della diocesi di Magonza e con sede ad Erfurt.

## Biografia
Bonemilch si iscrisse all'Università di Erfurt, nel 1462, dopo 10 anni come pastore a Eckelshausen zu Michaelis. Qui ottenne il diploma di Magister artium nel 1469 per poi dedicarsi allo studio della teologia.
Dopo gli studi, divenne plebano presso la Michaeliskirche, nella quale fece edificare la Cappella della Trinità (Laasphekapelle) intorno al 1500. Nel 1498 divenne vescovo titolare di Sidone e ausiliario di Erfurt.
Nel semestre invernale del 1478/1479 fu preside della facoltà di arti. Nel 1482 divenne professore di filosofia, e nel 1487 conseguito il dottorato, divenne dottore in teologia. Fu per tre volte rettore dell'Università di Erfurt e, dal 1498 al 1508, il XIX vescovo ausiliare di Erfurt (in partibus Hassiae et Thuringiae).
Nel 1507 aiutò il giovane Helius Eobanus Hessus a ricoprire l'incarico di rettore della collegiata di San Severo. Nello stesso anno diede a Martin Lutero, presumibilmente il sabato santo 3 aprile, l'ordinazione sacerdotale nel Duomo di Erfurt.
Numerose sue consacrazioni sono pervenute fino a noi, come la campana Gloriosa (della quale commissionò la fabbricazione), la cappella Salvatoris nel monastero certosino, il coro della chiesa del monastero di Kapellendorf e il coro della chiesa di Lüthorst. Dopo la consacrazione di un altare nell'ospedale dei Fratelli della vita comune (Kugelherren) a Marburg, se ne andò così in fretta che neanche disse a quale santo lo aveva consacrato.
Quando Bonemilch morì, nell'ottobre del 1510, l'università pianse la perdita del suo amato decano e rettore plurimo, vescovo ausiliare molto rispettato, professore di teologia, canonico, giudice generale e pastore a San Michele, e lo pianse sinceramente. Bonemilch fu sepolto nella cattedrale di Erfurt, dove ancora oggi si trova la sua tomba. In suo onore, dal febbraio 2001, una piccola strada nel quartiere Brühlervorstadt di Erfurt è stata chiamata Bonemilchstrasse.